# Pertya
Pertya je biljni rod iz porodice glavočika smješten u tribus Pertyeae. Postoji 29 priznatih vrsta koje su rasprostranjene po Aziji (Afganistan, Kina, Japan, Tajvan, Tajland)
Rod je opisan 1862.

## Vrste
1. Pertya aitchisonii C. B. Clarke
2. Pertya berberidoides (Hand.-Mazz.) Y. C. Tseng
3. Pertya bodinieri Vaniot
4. Pertya cordifolia Mattf.
5. Pertya corymbosa Y. C. Tseng
6. Pertya desmocephala Diels
7. Pertya dioica (Bunge) S. E. Freire
8. Pertya discolor Rehder
9. Pertya ferruginea Cai F. Zhang
10. Pertya glabrescens Sch. Bip.
11. Pertya henanensis Y. C. Tseng
12. Pertya hossei Craib
13. Pertya huangiae Huan C. Wang & Q. P. Wang
14. Pertya markamensis Cai F. Zhang & T. G. Gao
15. Pertya mattfeldii Bornm.
16. Pertya monocephala W. W. Sm.
17. Pertya multiflora Cai F. Zhang & T. G. Gao
18. Pertya phylicoides Jeffrey
19. Pertya pubescens Y. Ling
20. Pertya pungens Y. C. Tseng
21. Pertya rigidula (Miq.) Makino
22. Pertya robusta (Maxim.) Beauverd
23. Pertya scandens (Thunb.) Sch. Bip.
24. Pertya simozawae Masam.
25. Pertya sinensis Oliv.
26. Pertya triloba (Makino) Matsum.
27. Pertya tsoongiana Y. Ling
28. Pertya uniflora (Maxim.) Mattf.
29. Pertya yakushimensis H. Koyama & Nagam.
30. Pertya × hybrida Makino
31. Pertya × koribana (Nakai) Makino & Nemoto
32. Pertya × suzukii Kitam.